# 森部万友佳
森部 万友佳（もりべ まゆか、1993年1月18日 - ）は、日本の元女優である。千葉県出身。

## 略歴
2002年、スマイルモンキーに所属し芸能界デビューする。
2008年3月末、スマイルモンキーを退所。現在の活動は不明。

## 出演

### テレビドラマ
- ディビジョン1『お台場冒険王SP 彼氏宣誓!!』（2005年07月27日 - 2005年08月24日、フジテレビ）
- 3年B組金八先生 第8シリーズ（2007年10月11日 - 2008年3月20日、TBS） - 佐藤千尋 役

### 映画
- 遠くの空に消えた（2007年）

### 短編映画
- サクラ、アンブレラ（2007年）

### CM
- フジテレビ きっかけはフジテレビ（2004年1月）
- 丸美屋食品 お茶漬けわかめ（2004年4月）
- ピザーラ エビマヨ（2004年6月）マヨマヨ隊
- ピザーラカニマヨ（2004年12月）マヨマヨ隊
- ピザーラテリチキ・イタベジ（2005年2月）マヨマヨ隊
- ガスト（2005年）
- バンダイ キッズケータイpapipo!（2007年）

### ミュージカル
- オープン・ザ・ドア（2002年6月）
- 赤毛のアン（2004年8月）

### イベント
- スマ☆クリスマス〜イヴx3 〜一年間…レッスン!お仕事!ガンバッたみんなの忘年会!〜（2007年12月22日）

### スチル
- イオン イオンモール植樹祭

### VP
- 不二家 ペコちゃん（2004年3月）